# Yakeshi

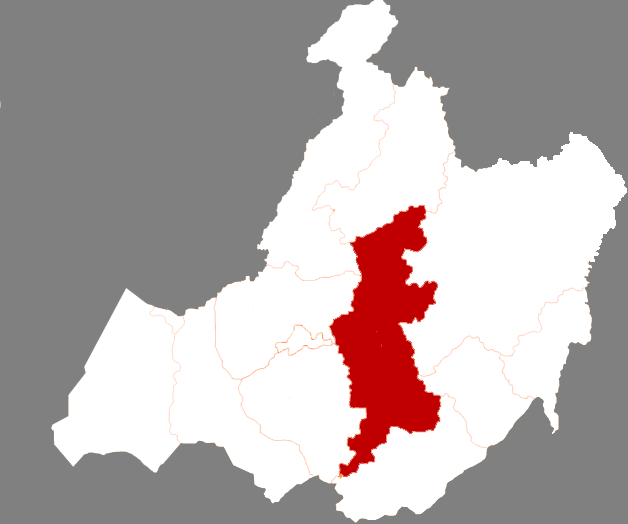
Lage Yakeshis in Hulunbuir

Yakeshi (chinesisch 牙克石市, Pinyin Yákèshí Shì; mongolisch ᠶᠠᠭᠰᠢ ᠬᠣᠲᠠ Yaɣsi qota) ist eine kreisfreie Stadt im Autonomen Gebiet Innere Mongolei der Volksrepublik China. Sie gehört zum Verwaltungsgebiet der bezirksfreien Stadt Hulun Buir. Yakeshi hat eine Fläche von 27.590 km² und zählt 378.747 Einwohner (Ende 2008). Das Verwaltungsgebiet der Stadt erstreckt sich von Westen nach Osten quer über den Rücken des nördlichen Großen Hinggan-Gebirges und besteht größtenteils aus Gebirgs-Taiga, die z. T. forstwirtschaftlich, z. T. touristisch genutzt wird. Darüber hinaus ist Yakeshi reich an Bodenschätzen, vor allem Kohle, Eisenerz, Zink, Kupfer, Fluorit, Perlit, Kalkstein, Ton und weiteren zwölf Rohstoffen, die in zahlreichen Minen ausgebeutet werden.

## Administrative Gliederung
Auf Gemeindeebene setzt sich Yakeshi aus sieben Straßenvierteln, zwei Bürgerzentren und neun Großgemeinden zusammen. Diese sind:
| Straßenviertel Xingong (新工街道), Sitz der Stadtregierung; Straßenviertel Dongxing (东兴街道); Straßenviertel Hongqi (红旗街道); Straßenviertel Jianshe (建设街道); Straßenviertel Nuanquan (暖泉街道); Straßenviertel Shengli (胜利街道); Straßenviertel Yongxing (永兴街道); Bürgerzentrum Bairin (巴林便民服务中心); Bürgerzentrum Meitian (煤田便民服务中心); | Großgemeinde Bogt (博克图镇); Großgemeinde Chuoyuan (绰源镇); Großgemeinde Huder (库都尔镇); Großgemeinde Ih Tolhe (伊图里河镇); Großgemeinde Mianduhe (免渡河镇); Großgemeinde Tarqi (塔尔气镇); Großgemeinde Tolhe (图里河镇); Großgemeinde Unir (乌奴尔镇); Großgemeinde Urqihan (乌尔其汉镇). |

Hinzu kommen drei Staatsfarmen.

## Persönlichkeiten
- Chu Yuanmeng (* 1999), Biathletin